# خبازة أولبيا
شجرة الحديقة الملوخية (باللاتينية: Malva olbia) هو نوع من النباتات المزهرة في عائلة الخبازية. موطنها الأصلي غرب البحر الأبيض المتوسط، وتم تقديمه إلى ولاية كاليفورنيا. شجيرة معمرة قوية يصل ارتفاعها إلى 2.5 متر (8 قدم)، وتعتبرها الجمعية البستانية الملكية نباتًا جيدًا لجذب الملقحات.

## أصناف

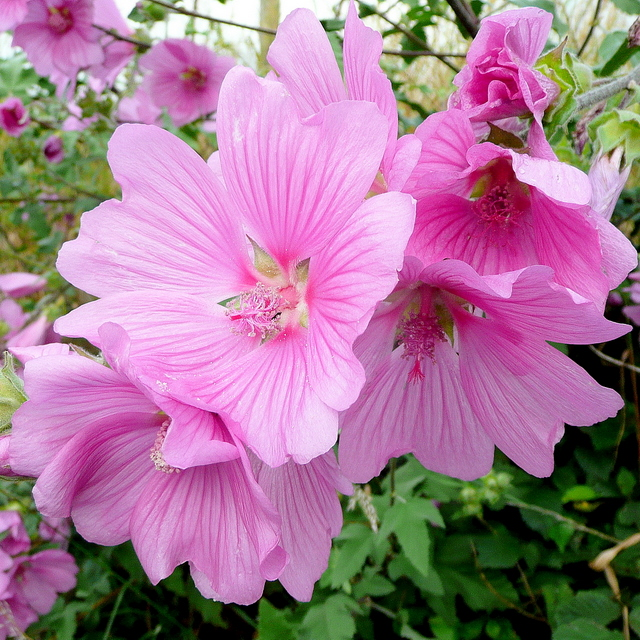
خبازية المسكية

لديها عدد من الأصناف المتاحة تجاريًا ، والتي قد تكون هجينة مع لافترية تورنغية ، يطلق عليها اسم "Malva × clementii". حاز الصنفان "Rosea" و "Red Rum" على جائزة تقدير الحدائق من الجمعية الملكية البستانية. وتشمل الأصناف الأخرى "بارنسلي" (مع تقادم أبيض حتى الزهور الوردية) ، و"ليلك ليدي"، و"آي كاتشر"، و"بينك فريلز"، و"ويمبدون فاريجاتد"، و"ساكستيد".